# Conoderinae
Conoderinae (лат.) — подсемейство жуков-долгоносиков.

## Описание
Обитают под листьями или на упавших стволах деревьев. Личинки ассоциированы со стволами и ветвями растений из семейств Крапивных, Лецитисовых. При опасности сразу взлетают. Большинство Conoderinae отличаются от других долгоносиков своим «очень активным и белкоподобным» поведением, бдительностью и быстрым полётом при встрече с угрозой. Чаще всего их можно встретить в двух микроместообитаниях: на нижней стороне листвы и на вертикальных или поваленных стволах деревьев, где они часто сидят неподвижно.
Личинки в основном питаются древесиной или стеблями, но ассоциации хозяев для этой группы очень плохо изучены. Лабораторные исследования по разведению вывели 27 видов Conoderinae из 7 родов из стеблей различных Urticaceae и ещё 13 видов Conoderinae из 4 родов вывели из мёртвых ветвей Lecythidaceae. Неполовозрелые стадии известны только у нескольких видов, имеющих сельскохозяйственное значение. Фактором, способствующим такому недостатку знаний о личинках и куколках, вероятно, является то, что большинство экземпляров собираются либо с помощью пассивных методов сбора (например, ловушек Малеза), либо вручную, когда они сидят на стволах деревьев — ни один из этих методов не приводит к регистрации растения-хозяина, поскольку дерево, на котором сидят личинки, часто используется несколькими родами и не считается растением-хозяином. Несколько родов жуков с известными ассоциациями хозяев очень специализированы и редко встречаются вне своего растения-хозяина (например, Lissoderes и Pseudolechriops на листьях Cecropia). Многие роды остаются монотипичными (например, Euzurus Champion, 1906 и Poecilogaster Heller, 1895) и относительно редки в коллекциях — растения-хозяева этих родов остаются неизвестными, и возможно, что они на самом деле не являются редкими, как в случае с Lissoderes и Pseudolechriops, которые первоначально были описаны как монотипические по очень немногим образцам, а теперь имеют несколько описанных видов, которые легко собираются в определенном микроместообитании, но редко встречаются в других местах.

## Систематика
14 триб, 209 родов и более 2000 видов. В Новом Свете 5 триб и 62 рода.
В Южной Америке 5 триб и 40 родов. В Северной Америке, Карибском бассейне и Центральной Америке известно 39 родов.
Conoderinae sensu stricto (Alonso-Zarazaga and Lyal 1999), принимаемый в узком объёме (или как группа триб Conoderitae sensu Prena et al. 2014) иногда включают в более крупную группу (Conoderinae sensu lato), состоящую из подсемейств Baridinae Schoenherr, 1836, Ceutorhynchinae Gistel, 1848, и Orobitidinae Thomson, 1859.
Крупнейшие роды Южной Америки с более чем 100 видов это Cratosomus и Macrocopturus, а в Северной и Центральной Америки включают по полсотни видов: Eulechriops (57 видов), Macrocopturus  Heller, 1895 (54), Lechriops  Schoenherr, 1825 (49), и Cylindrocopturus  Heller, 1895 (41).
Ископаемый род Geratozygops  Davis & Engel, 2006 с 5 видами описан из доминиканского и мексиканского янтаря.
- Campyloseclini
  - Amorbaius — Campyloscelus — Cnemoxvs — Corynemerus — Curanigus — Decorseia — Epiphylax — Eucorynemerus — Gandarius — Haplocolus — Histeropus — Hypophylax — Lavabrenymus — Macramorbaeus — Neocampyloscelus — Paracorynemerus — Parepiphylax — Parisocordylus — Phaenomerus — Phaulotrodes — Procuranigus — Scoliomerus — Scolytoproctus — Scolytotarsus — Stasiastes — Synergatus — Tomicoproctus
- Conoderini
  - Caenochira — Conoderes
- Coryssomerini
  - Almetus — Amphibleptus — Anascopus — Anchiconvssomerus — Anchistosphilia — Anobleptus — Borthus — Cledus — Coryssomerus — Euryommatus — Hyposphilius — Lainyras — Marshallanthus — Metialma — Osphilia — Osphiliades — Panoptes — Phacemastix — Pycnosphilius — Rhynchorthus — Synophthalmus — Talimanus — Tydeotyrius — Tyriotes — Tyriotydeus
- Coryssopodini
  - Anthobaphus — Barystrabas — Cordierella — Coryssopus — Cyllophoras — Dichelotrox — Faustiella — Gronosphilia — Melastrabus — Neocoryssopus — Olsufieffella — Rhombicodes — Saphicus — Scaphus — Sympiezopellus
- †Electrocoryssopini
  - †Electrocoryssopus
- Lechriopini
  - Acoptus — Copturus — Coturpus — Cylindrocopturinus — Eulechriops — Euzurus — Hedycera — Lechriops — Machaerocnemis — Macrolechriops — Microzurus — Parazurus — ?Philides — ?Philinna — Pseudolechriops — Psomus — Rhinolechriops — Tachylechriops — Turcopus
- Lobotrachelini
  - Doryaspis — Isomicrus — Lobotrachelus — Metetra — Rhadinocerus
- Mecopini
  - Achirozetes — Agametina — Agametis — Calophylaitis — Chirozetes — Daedania — Emexaure — Ganyopis — Gurreanthus — Mecopoidellus — Mecopomorphus — Mecopus — Odoacis — Odoanus — Odozetes — Pempheres — Pempheromima — Pempherulus — Phylaitis — Schoenherria — Talanthia
- Menemachini
  - Acatus — Anamelus — Aphyocnemus — Aphyomerus — Apsophus — Atelephae — Balanogastris — Caldaranthus — Conradtiella — Elattocerus — Homoeometamelus — Hoplitopales — Idopelma — Kivuanella — Kumozo — Lamitema — Macrotelephae — Menemachus — Meneudetus — Metamelus — Odontomaches — Pastolus — Phylanticus — Platycleidus — Podeschrus — Sceloprion — Scotoephilus — Telephae — Temialma
- Othippiini
  - Annahowdenia — Apiophorus — Brephiope — Brimoda — Chelothippia — Egiona — Lissoglena — Oebrius — Othippia — Panigena — Pseniclea — Pycnorhinus
- Peloropodini
  - Peleropsella — Peloropus — Tetragonops — Tetragonopsella
- Piazurini
  - Costolatychus — Cratosomus — Guiomatus — Latychellus — Latychus — Lobops — Piazolechriops — Piazurus — Pinarus — Pseudopiazurus — Pseudopinarus
- Sphadasmini
  - Elassophilus — Lisporhinus — Nipponosphadasmus — Psalistus — Sphadasmus
- Trichodocerini
  - Trichodocerus
- Zygopini (Zygopinae)[5]
  - Acopturus — Arachnomorpha — Archocopturus — Balaninurus — Colpothorax — Copturomimus — Copturomorpha — Copturosomus — Cylindrocopturus — Damurus — Helleriella — Hemicolpus — Hoplocopturus — Hypoplagius — Isocopturus — Larides — Lissoderes — Macrocopturus — Macrotimorus — Microzygops — Mnemyne — Mnemynurus — Paramnemynellus — Paramnenmyne — Peltophorus — Phileas — Philenis — Poecilogaster — Timorus — Xeniella — Zygops — Zygopsella
- Incertae Sedis
  - Agathorhinus — Philides — Philinna — Poecilma